# Гарґла
Га́рґла (ест. Hargla küla) — село в Естонії, у волості Валґа повіту Валґамаа.

## Населення
Чисельність населення на 31 грудня 2011 року становила 169 осіб.

## Географія
Через населений пункт проходить автошлях 67 (Виру — Миністе — Валга).

## Історія
До 22 жовтня 2017 року село входило до складу волості Тагева.

## Пам'ятки
- Лютеранська кірха (Hargla kirik), пам'ятка архітектури[2]
- Каплиця (Hargla kalmistu kabel), пам'ятка архітектури[3]
- Таверна (Hargla kõrtsihoone), пам'ятка архітектури[4]
- Братське поховання жертв Другої світової війни, історична пам'ятка [5]
- Культове дерево — свята сосна (Hargla ohvrimänd), археологічна пам'ятка[6][7]

## Галерея

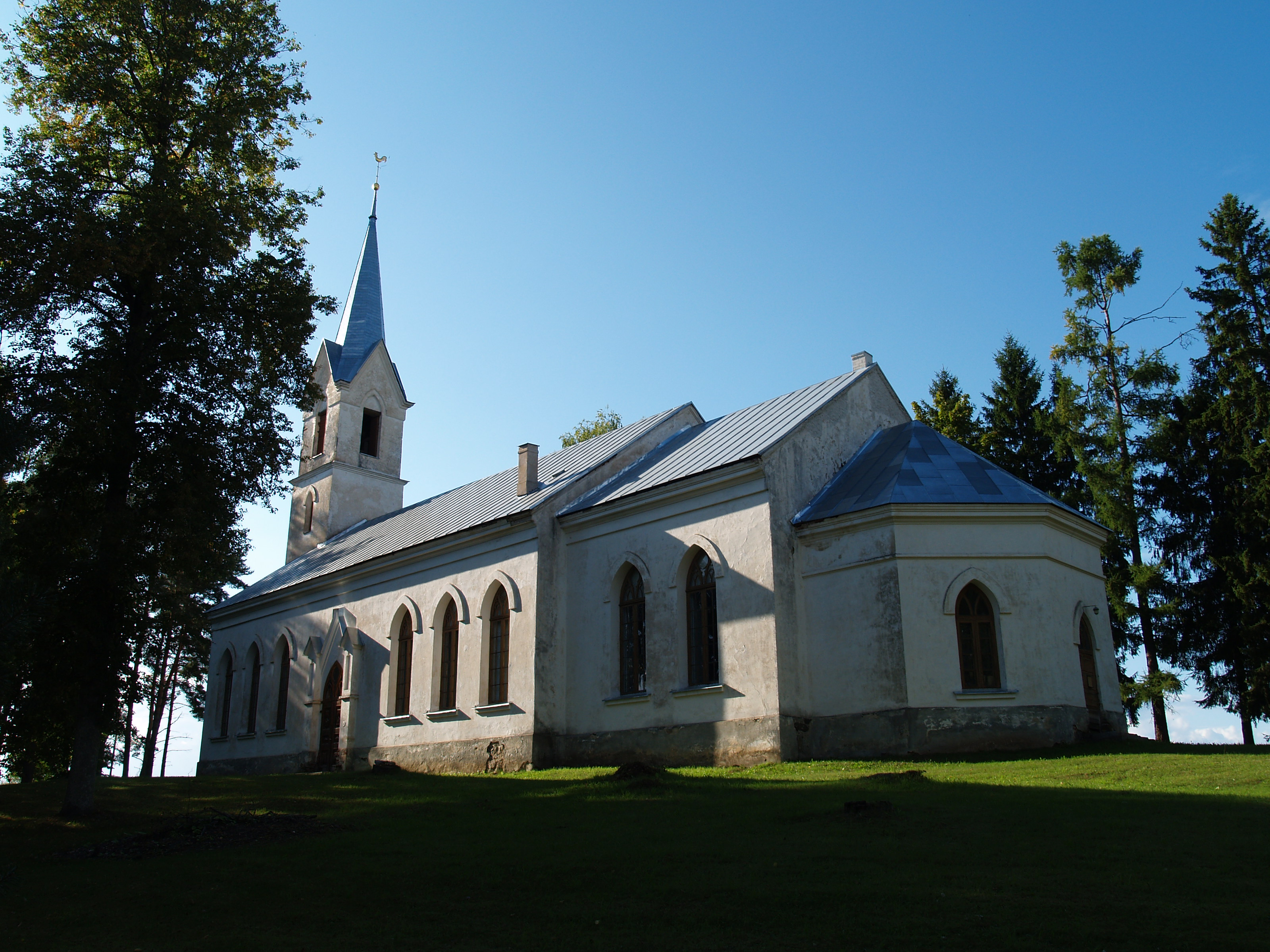
Кірха
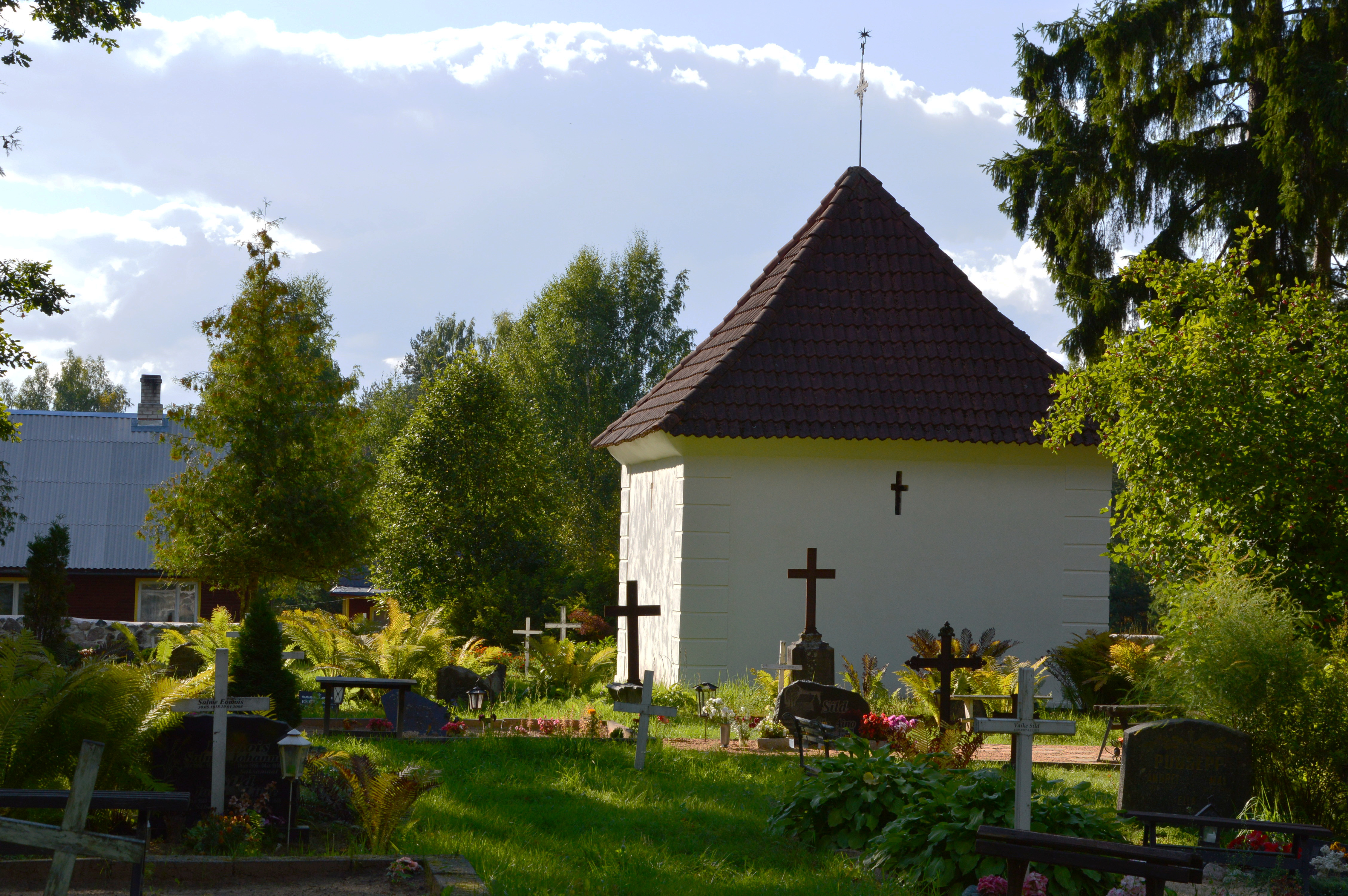
Каплиця
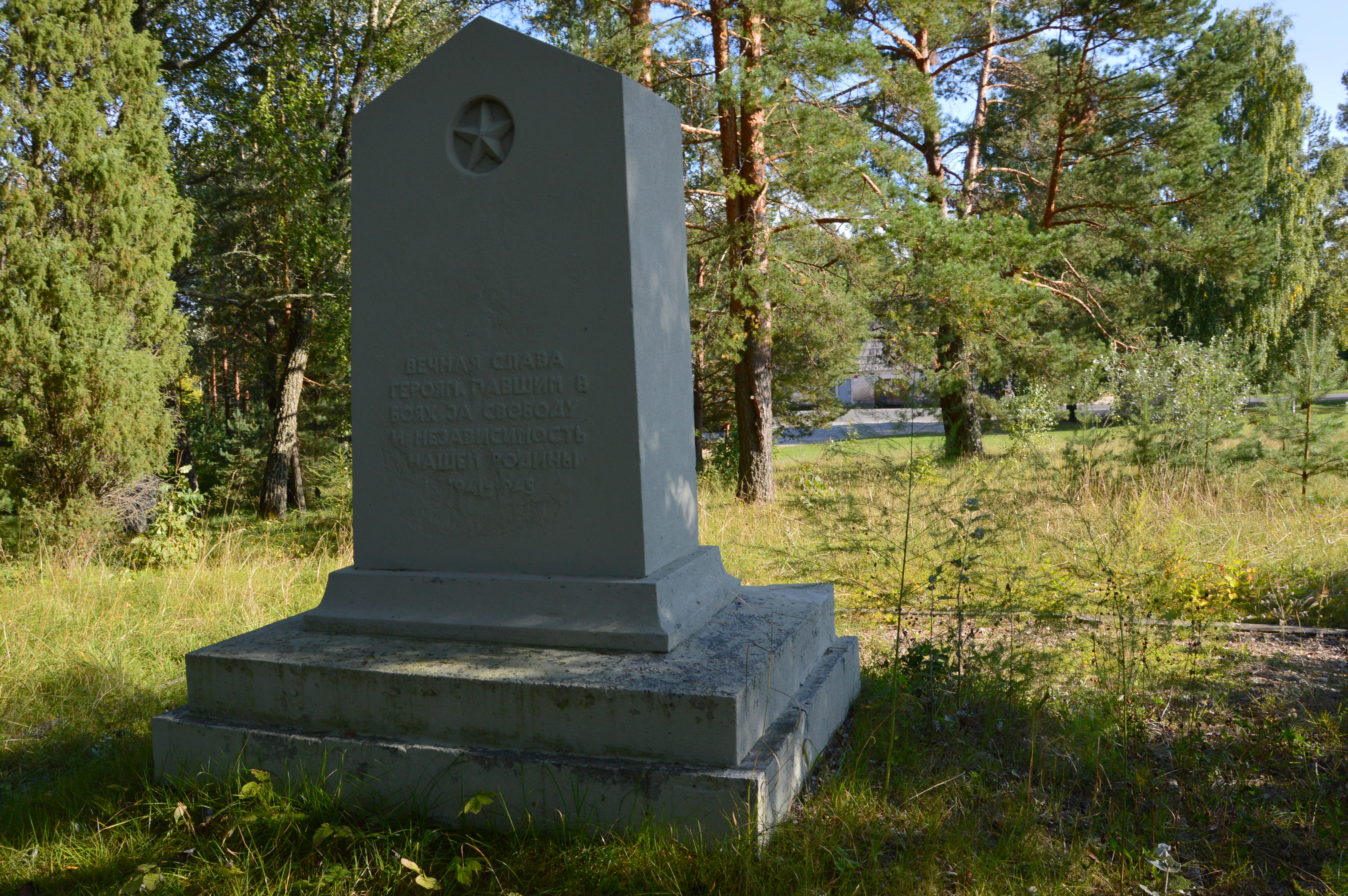
Братське поховання
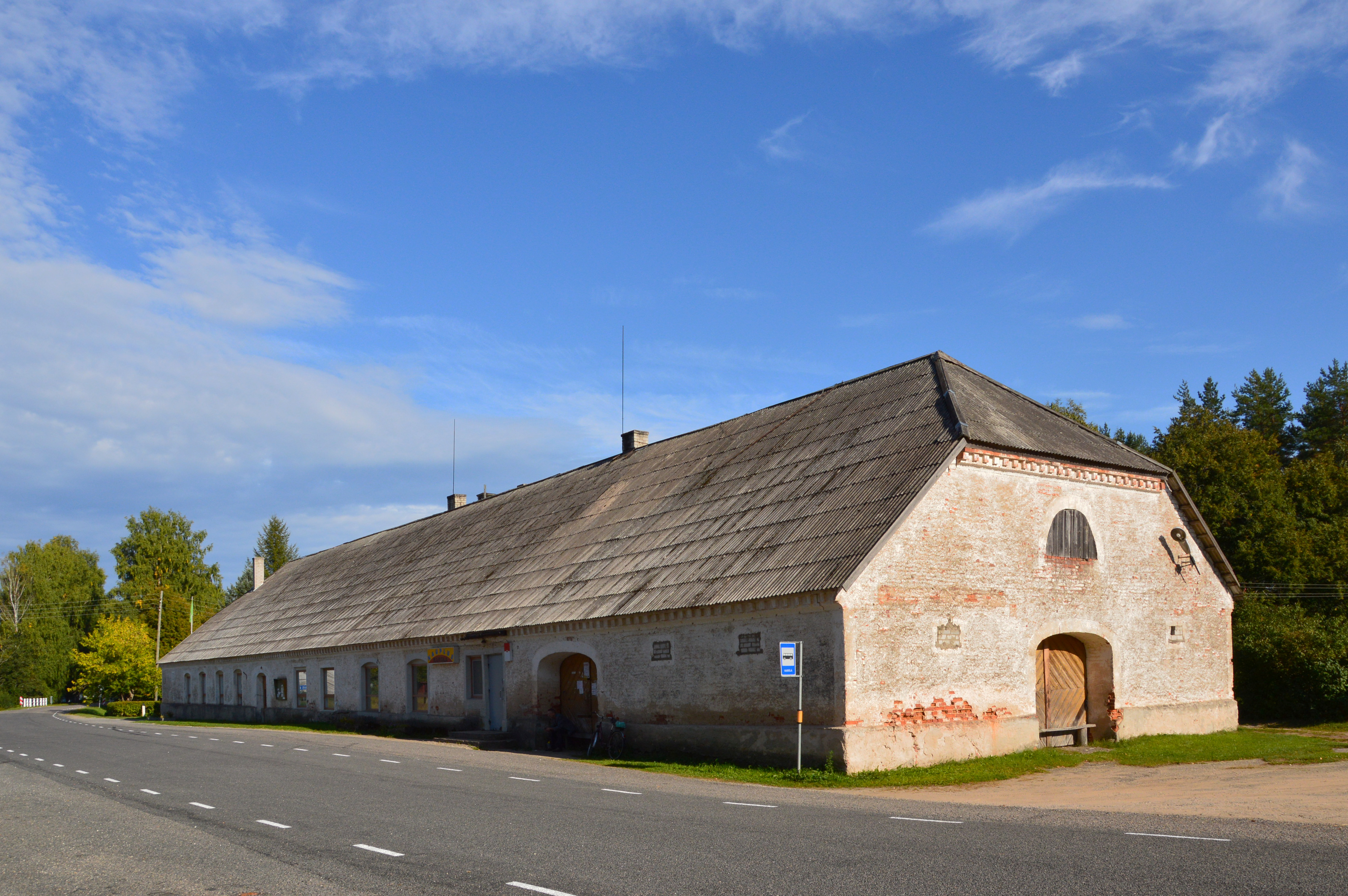
Таверна
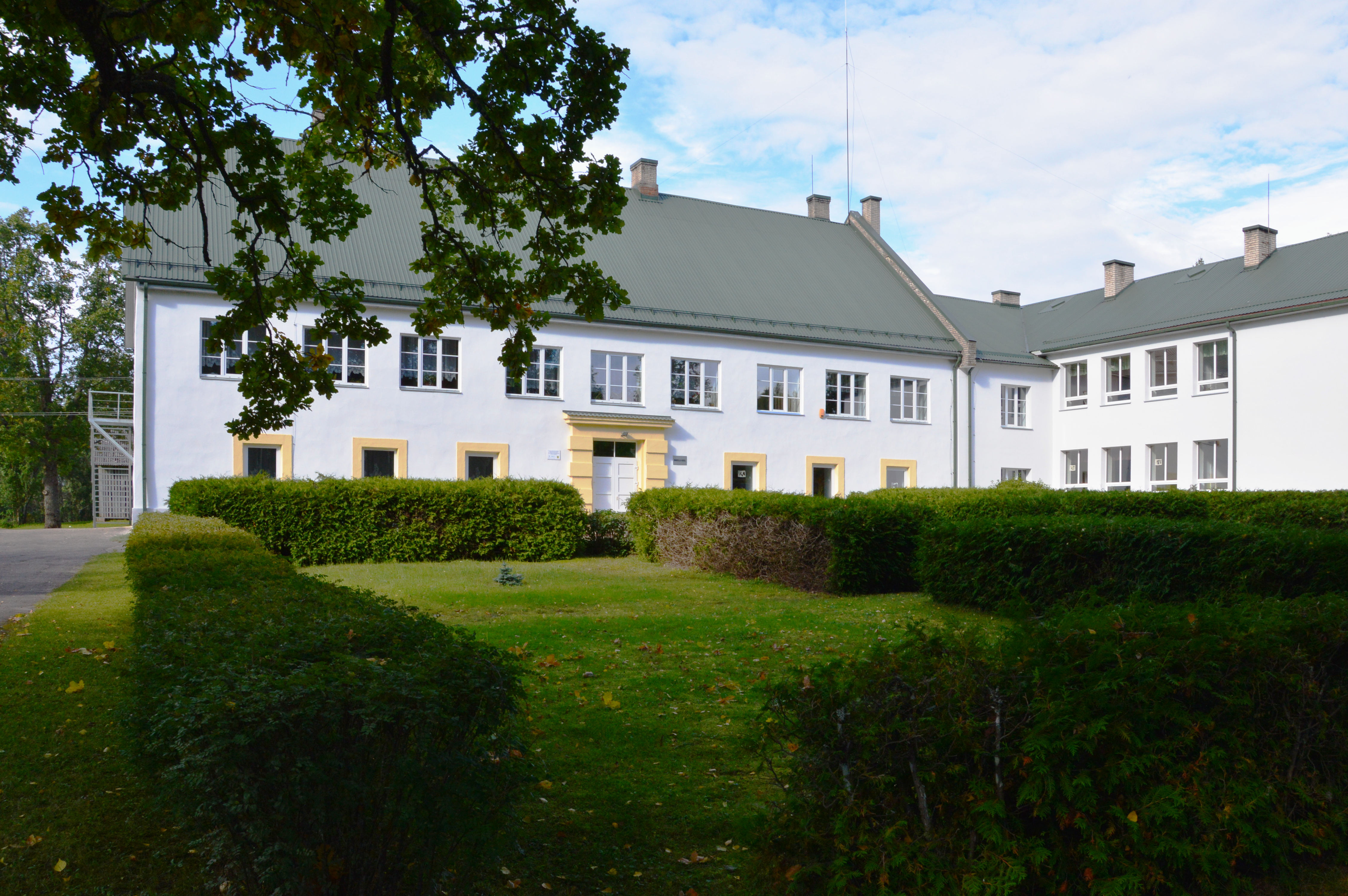
Школа